# Дельта Феникса
Дельта Феникса (δ Phoenicis, δ Phe) — одиночная жёлтая звезда в созвездии Феникса. Обладает видимой звёздной величиной 3,93, доступна для наблюдения невооружённым глазом.  Годичный параллакс составляет 22,95 мсд, расстояние от Солнца равно 142 световым годам. Звезда приближается к Солнцу с лучевой скоростью около −7 км/с.
Дельта Феникса является звездой-гигантом спектрального класса G8.5 IIIb. Является звездой красного сгущения, достигшей такой стадии эволюции, при которой звезда создаёт  энергию при горении гелия в ядре. Измеренный угловой диаметр звезды после внесения поправки за потемнение к краю составляет 2,24 ± 0,02 мсд. При известном расстоянии радиус звезды по оценкам в 10,5 раз превышает солнечный. Возраст Дельты Феникса оценивается в 3,7 млрд лет, масса превышает массу Солнца в 1,46 раза. Светимость звезды равна 60 светимостям Солнца вследствие протяжённой атмосферы, эффективная температура составляет  4762 K.